# Peter DeLuise
Peter Giovanni DeLuise, a volte chiamato anche Peter De Luise oppure Peter Deluise (New York, 6 novembre 1966), è un attore, regista, produttore televisivo e sceneggiatore statunitense.

## Biografia
Peter DeLuise è il figlio maggiore dell'attore e comico Dom DeLuise e dell'attrice Carol Arthur, ed è fratello degli attori Michael DeLuise e David DeLuise. Il suo soprannome è Choo-Choo.
Peter DeLuise si è diplomato alla Palisade High School (dove fu coinvolto nel club di recitazione e fu il capitano della squadra di football), ma non fu uno studente modello così smise gli studi e iniziò a fare audizioni su audizioni.
Dal 1988 al 1992 è stato sposato con l'attrice Gina Nemo, che interpretava la parte della sua fidanzata nella serie 21 Jump Street. Dal 2002 è sposato con l'attrice canadese Anne Marie Loder, dalla quale nel 2004 ha avuto il figlio Jake Dominick.

## Carriera
Si può dire che Peter DeLuise ha la recitazione nel sangue considerando che la sua 'prima' l'ha fatta a solo un anno di età in uno spettacolo di suo padre..
Per DeLuise il debutto in un film è avvenuto nel 1979 con il film Roba che scotta. Per quello che riguarda la sua migliore interpretazione, come Ufficiale Doug Penhall, avviene nel 1987 per la Fox nella serie I quattro della scuola di polizia, al fianco di attori promettenti come Johnny Depp. Suo fratello Michael DeLuise entrò nel cast della serie alla quinta stagione interpretando la parte del suo fratello più giovane, l'Ufficiale Joey Penhall. DeLuise è anche conosciuto per l'interpretazione di Dagwood nella serie televisiva fantascientifica SeaQuest - Odissea negli abissi per la NBC dal 1994 al 1996. Oltre a queste due interpretazioni DeLuise ha preso parte a molte serie televisive.
Nel 1997, DeLuise comincia a lavorare nella serie Stargate SG-1, come produttore, sceneggiatore, regista e consulente creativo. Egli è apparso come extra in ogni episodio che ha diretto. Successivamente ha lavorato come produttore esecutivo, regista e sceneggiatore nello spin-off di Stargate SG-1 Stargate Atlantis, ed ha diretto otto episodi dello spin-off Stargate Universe. Suo padre, Dom DeLuise, fece una apparizione come guest star in Stargate SG-1 nell'episodio "Impianto" diretto da lui.
Un altro cameo l'ha fatto nel 2012, al fianco di Johnny Depp nel film 21 Jump Street (film che riprende l'omonima serie), dove Deep, DeLuise e Holly Robinson Peete riprendevano i loro ruoli di Tom Hanson, Doug Penhall e Judy Hoffs.

## Filmografia

### Attore

#### Cinema
- Roba che scotta (Hot Stuff), regia di Dom DeLuise (1979)
- Free Ride, regia di Tom Trbovich (1986)
- I guerrieri del sole (Solarbabies), regia di Alan Johnson (1986)
- Winners Take All, regia di Fritz Kiersch (1987)
- Doppia verità (Listen to Me), regia di Douglas Day Stewart (1989)
- Children of the Night, regia di Tony Randel (1991)
- Eroe per amore (Rescue Me), regia di Arthur Allan Seidelman (1992)
- Il silenzio dei prosciutti, regia di Ezio Greggio (1994)
- The Shot, regia di Dan Bell (1996)
- Southern Heart, regia di Peter DeLuise (1999)
- It's All About You, regia di Mark Fauser (2002)
- Between the Sheets, regia di Michael DeLuise (2003)
- The Bar, regia di Mike Jackson – cortometraggio (2007)
- Smile of April, regia di Sabrina B. Karine e Jessica Brajoux (2009)
- Wait for Rain, regia di Kyle Rideout – cortometraggio (2011)
- 21 Jump Street, regia di Phil Lord e Christopher Miller (2012)

### Televisione
- Happy, regia di Lee Philips – film TV (1983)
- L'albero delle mele (The Facts of Life) – serie TV, episodio 6x24 (1985)
- La notte di Halloween (The Midnight Hour), regia di Jack Bender – film TV (1985)
- Il mio amico Arnold (Diff'rent Strokes) – serie TV, episodio 8x18 (1986)
- Booker – serie TV, episodi 1x01-1x06 (1989)
- I quattro della scuola di polizia (21 Jump Street) – serie TV, 91 episodi (1987-1991)
- Highlander (Highlander: The Series) – serie TV, episodio 1x02 (1992)
- Street Justice – serie TV, episodio 2x10 (1993)
- The Hat Squad – serie TV, episodio 1x10 (1993)
- Donne all'attacco! (Attack of the 5 Ft. 2 Women), regia di Julie Brown e Richard Wenk – film TV (1994)
- Heaven Help Us – serie TV, episodio 1x01 (1994)
- Friends – serie TV, episodio 2x21 (1996)
- SeaQuest - Odissea negli abissi (Seaquest DSV) – serie TV, 35 episodi (1994-1996)
- The Big Easy – serie TV, episodio 2x04 (1997)
- Una famiglia del terzo tipo (3rd Rock from the Sun) – serie TV, episodio 3x17 (1998)
- Oltre i limiti (The Outer Limits) – serie TV, episodio 4x25 (1998)
- V.I.P. (V.I.P. Vallery Irons Protection) – serie TV, episodio 2x21 (2000)
- Prima di dirti addio (Before I Say Goodbye), regia di Michael Storey – film TV (2003)
- Andromeda – serie TV, episodio 4x18 (2004)
- Bloodsuckers, regia di Matthew Hastings – film TV (2005)
- La vendetta ha i suoi segreti (Engaged to Kill), regia di Matthew Hastings – film TV (2006)
- Stargate SG-1 – serie TV, 17 episodi (1999-2006)
- Robson Arms – serie TV, 5 episodi (2007)
- Painkiller Jane – serie TV, episodio 1x10 (2007)
- Supernatural – serie TV, episodio 3x12 (2008)
- Yeti (Yeti: Curse of the Snow Demon), regia di Paul Ziller – film TV (2008)
- Figlia a sorpresa (To Love and Die), regia di Mark Piznarski – film TV (2008)
- Stargate Universe (SGU Stargate Universe) – serie TV, episodio 1x04 (2009)
- Sanctuary – serie TV, episodio 3x15 (2011)
- Dietro le quinte (The Unauthorized Saved by the Bell Story), regia di Jason Lapeyre – film TV (2014)
- La cucina del cuore (Recipe for Love), regia di Ron Oliver – film TV (2014)
- The Unauthorized Full House Story, regia di Brian K. Roberts – film TV (2015)
- R.L. Stine: I racconti del brivido - La casa stregata (Mostly Ghostly: One Night in Doom House), regia di Ron Oliver – film TV (2016)
- Per tutta l'estate (All Summer Long), regia di Peter DeLuise – film TV (2019)

### Produttore
- Jeremiah – serie TV, 7 episodi (2002)
- Stargate SG-1 – serie TV, 84 episodi (2002-2006)
- Level Up – serie TV, 18 episodi (2012-2013)
- Attention Students, regia di Peter DeLuise – film TV (2013)
- Aliens in the House, regia di Peter DeLuise – film TV (2013)
- Bed & Breakfast with Love (All of My Heart), regia di Peter DeLuise – film TV (2015)
- Garage Sale Mysteries – serie TV, 5 episodi (2013-2016)
- Esprimi un desiderio (The Birthday Wish), regia di Peter DeLuise – film TV (2017)
- Darrow & Darrow – miniserie TV (2017)
- Wedding March – miniserie TV (2018)
- SnowComing, regia di Peter DeLuise – film TV (2019)
- A Taste of Summer, regia di Peter DeLuise – film TV (2019)
- Per tutta l'estate (All Summer Long), regia di Peter DeLuise – film TV (2019)
- Quando chiama il cuore (When Calls the Heart) – serie TV, 53 episodi (2015-2021)

### Regista

#### Cinema
- Southern Heart (1999)

#### Televisione
- I quattro della scuola di polizia (21 Jump Street) – serie TV, episodi 4x15-5x10-5x14 (1990-1991)

- Due poliziotti a Palm Beach (Silk Stalkings) – serie TV, episodi 6x3-6x7 (1996)
- The Net – serie TV, episodi 1x10-1x20 (1998-1999)
- Hope Island – serie TV, episodi 1x12 (1999)
- Horizon (Higher Ground) – serie TV, 4 episodi (2000)
- V.I.P. (Vallery Irons Protection) – serie TV, episodi 2x21-2x22-3x17 (2000-2001)
- Oltre i limiti (The Outer Limits) – serie TV, episodi 7x9 (2001)
- Romantic Comedy 101 – film TV (2002)
- Jeremiah – serie TV, episodi 1x4-1x8 (2002)
- Just Deal – serie TV, episodi 3x13 (2002)
- Andromeda – serie TV, 8 episodi (2003-2005)
- Stargate Atlantis (Stargate: Atlantis) – serie TV, 6 episodi (2004-2006)
- Stargate SG-1 – serie TV, 56 episodi (1999-2007)
- Blood Ties – serie TV, episodi 1x12 (2007)
- Painkiller Jane – serie TV, episodi 1x10-1x18 (2007)
- JPod – serie TV, episodi 1x5-1x8 (2008)
- The Guard – serie TV, episodi 2x3-2x4 (2008)
- Kyle XY – serie TV, 4 episodi (2008-2009)
- Robin Hood - Il segreto della foresta di Sherwood (Beyond Sherwood Forest) – film TV (2009)
- I 16 desideri (16 Wishes) – film TV (2010)
- Tower Prep – serie TV, episodi 1x4-1x6 (2010)
- Stargate Universe – serie TV, 7 episodi (2009-2011)
- Sanctuary – serie TV, 4 episodi (2008-2011)
- R. L. Stine's The Haunting Hour – serie TV, 13 episodi (2011-2012)
- Level Up – serie TV, 11 episodi (2012-2013)
- Cedar Cove – serie TV, episodi 1x7 (2013)
- Attention Students – film TV (2013)
- Aliens in the House – film TV (2013)
- Zapped - La nuova vita di Zoey (Zapped) – film TV (2014)
- Parked – serie TV, 15 episodi (2014)
- Bed & Breakfast with Love (All of My Heart) – film TV (2015)
- R.L. Stine. I racconti del brivido. L'armadio delle anime (R.L. Stine's Monsterville: Cabinet of Souls) – film TV (2015)
- La luna di settembre (Harvest Moon) – film TV (2015)
- Garage Sale Mysteries – serie TV, 5 episodi (2013-2016)
- Dark Matter – serie TV, episodi 2x9 (2016)
- Chesapeake Shores – serie TV, episodi 1x2-1x3 (2016)
- Esprimi un desiderio (The Birthday Wish) – film TV (2017)
- Darrow & Darrow – miniserie TV (2017)
- Shadowhunters: The Mortal Instruments – serie TV, episodi 2x15-3x2 (2017-2018)
- Wedding March – miniserie TV (2018)
- Un dolce autunno (Falling for You) – film TV (2018)
- SnowComing – film TV (2019)
- Le ragioni del cuore (A Brush with Love) – film TV (2019)
- A Taste of Summer – film TV (2019)
- Per tutta l'estate (All Summer Long) – film TV (2019)
- Love Under the Olive Tree – film TV (2020)
- Quando chiama il cuore (When Calls the Heart) – serie TV, 15 episodi (2016-2021)

### Sceneggiatore

#### Cinema
- Between the Sheets, regia di Michael DeLuise (2003)

#### Televisione
- Stargate SG-1 – serie TV, 18 episodi (2000-2005)

- Stargate Atlantis (Stargate: Atlantis) – serie TV, 4 episodi (2004-2008)

## Doppiatori italiani
Nelle versioni in italiano delle opere in cui ha recitato, Peter DeLuise è stato doppiato da:
- Massimo De Ambrosis in 21 Jump Street (serie TV), 21 Jump Street (film)
- Stefano Billi in La vendetta ha i suoi segreti
- Oliviero Dinelli in Figlia a sorpresa